# لوي
لوي هي الكلمة في لغة ميتي لمصطلح «الطبقة المجدولة».  ويُعطى هذا المصطلح للسكان الأصليين والسكان القانطين في مانيبور شمال شرق الهند، الذين رفضوا تبني الهندوسية أو شبه الهندوسيين عندما أمر ملك مانيبوري المحول حديثًا جميع رعاياه بتبني الديانة.